# ソニー・ミュージックエンタテインメント (米国)
ソニー・ミュージックエンタテインメント（英語: Sony Music Entertainment、SME、通称：ソニー・ミュージック、Sony Music）は、アメリカのグローバル音楽企業である。日本の多国籍コングロマリットであるソニーグループ傘下のソニー・コーポレーション・オブ・アメリカが所有するソニー・ミュージック・グループの一部である。

## 概要
2004年、ソニーとベルテルスマングループの合弁（パートナーシップ）によりソニーBMG・ミュージックエンタテインメント（Sony BMG Music Entertainment）として発足。ソニーグループのSony Music Entertainment（旧CBSレコード）とベルテルスマングループのBMGの音楽事業を当社の下に統合した。2008年、ソニーがベルテルスマンの持分を取得して完全子会社化し、社名をソニー・ミュージックエンタテインメント（Sony Music Entertainment）とする。
ユニバーサル ミュージック グループ、ワーナー・ミュージックと共に、いわゆる音楽事業会社の"ビッグスリー"の一つである。
2020年代においては、ストリーミングによる楽曲の需要が高まると見通して一部ミュージシャンとの契約方法を変更、ボブ・ディラン、ポール・サイモン、ブルース・スプリングスティーンからは全楽曲を購入するという手法を採った。
なお日本の「株式会社ソニー・ミュージックエンタテインメント」はソニーグループが直接所有しており、相互に経営の関係はない。

## 沿革

### CBSレコード
- 1888年、コロムビア・レコードが設立される。
- 1927年、コロムビア・レコードが放送局CBSを設立。
- 1938年、CBSがコロムビア・レコードを買収し、会社（法人）名をCBSレコードに変更。
- 1953年、エピック・レコードを設立。
- 1967年6月30日、日本コロムビアとの提携を解消。
- 1968年3月11日、ソニー（現：ソニーグループ）との合弁で日本法人CBS・ソニーレコード（現：ソニー・ミュージックエンタテインメント（SMEJ））を設立。
- 1988年、ソニーの米国子会社がCBSレコードを買収。
- 1991年、会社名を（初代）ソニー・ミュージックエンタテインメントに変更。
- 2008年12月、Sony Music Holdings Inc.に社名変更。

### BMG
- 1958年、ベルテルスマンがアリオラ・レコードを設立。
- 1979年、アリスタ・レコードとドイツ国内でアリオラのライバルであったハンザ・レコード（Hansa Records）を買収。
- 1986年、RCAレコードを買収。
- 1987年、音楽部門の統括会社としてBMGを設立。
- 1992年、ウィンダム・ヒル・レコードを買収。

### ソニーBMG
- 2004年8月1日、ソニーとベルテルスマングループの合弁（双方の折半出資）によりソニーBMG・ミュージックエンタテインメント（Sony BMG Music Entertainment）を設立。ソニー・ミュージックエンタテインメント（旧CBSレコード）とBMGの事業を当社の下に統合した。
  - この合併を支持するフィナンシャルアナリストたちは、合併により2,000人以上の人的削減が可能になり、概算で年間3億5000万ドルの節約となると予想していた。
  - なお、合弁はソニー・アメリカ（米ソニー・ミュージックの親会社）とベルテルスマンとの間のものであるのに対し、日本のソニー・ミュージックエンタテインメント（SMEJ、Sony Music Entertainment (Japan) Inc.）は親会社であるソニーの100%子会社である事と、BMG JAPANの販売元に日本ビクター[注釈 1]（現：JVCケンウッド）の子会社であるビクターエンタテインメント（初代法人、VE、後のJVCケンウッド・ビクターエンタテインメント → ビクターエンタテインメント〈二代目法人〉）が関わっている事から、この時点では日本のソニー・ミュージックエンタテインメント及びBMG JAPANの合併は行われなかった。
- 2005年10月、発売したCDにrootkitが存在することが発覚（ソニーBMG製CD XCP問題）を参照。
- 2007年11月、ソニーBMG従業員が環境移行ツールIDEAL Migrationのオンラインサポートを同ソフトウェアの開発元であるPointdevにリクエストしたところ、同ソフトウェアが不正なライセンスキーにより使用されていることが発覚。翌年1月に海賊版ソフトウェアの使用・ライセンス違反により30万ユーロの訴訟を起こされる[2][3]。
- 2008年8月、ソニーとベルテルスマンは、ソニーがベルテルスマンの持分（50%）を取得することに合意したと発表。
- 2008年10月に、ソニーの米国法人であるソニー・コーポレーション・オブ・アメリカ（SCA）によるベルテルスマン持分の取得が完了。ソニーBMGはソニーの完全子会社（SCA等を介する間接所有）となった。同時に、ソニーBMGから日本のSMEJにBMG JAPAN全株式の譲渡が行われ、BMG JAPANはSMEJの完全子会社となった。また、それに際して販売元もVEからSMEJに変更された。
- 2008年12月に、保護者の承諾を得ずに3万人の児童に関する情報を収集した問題で、連邦取引委員会に100万ドルを支払うことに同意した。

### ソニー・ミュージック
- 2009年1月1日、ソニーBMGが社名を（2代目）ソニー・ミュージックエンタテインメント（Sony Music Entertainment）に変更。
- 2009年10月1日、日本のソニー・ミュージックエンタテインメントがBMG JAPANを吸収合併し、BMG JAPANはアリオラジャパン（現：ソニー・ミュージックレーベルズ）に社名変更となった。

## レーベル
- 旧ソニー・ミュージック（CBSレコード）側
  - コロムビア
  - ソニー・クラシカル
  - エピック
  - レガシー・レコーディングス

- 旧BMG側
  - RCA
  - アリスタ
  - ドイツ・ハルモニア・ムンディ
  - ゾンバ・ミュージック・グループ

## 経営者
元NBCのCOOだったアンドリュー・ラック（Andrew Lack）は、2003年に旧ソニー・ミュージックエンタテインメントのCEOに就任した。その後合併に伴い、ソニーBMGの初代CEOに就任した。
2017年4月、元ソニーCEOのハワード・ストリンガーの実弟ロブ・ストリンガーが就任した。

## 事件・問題
- ソニーBMG製CD XCP問題（2005年）
ソニーBMG・ミュージックエンターテインメント（当時）の音楽CDにスパイウェアが仕込まれていた問題[5]。